# 実用化試験局
実用化試験局（じつようかしけんきょく）は、無線局の種別の一つである。

## 定義
総務省令電波法施行規則第4条第1項第23号に「当該無線通信業務を実用に移す目的で試験的に開設する無線局」と定義している。 

## 概要
文字通り、電波に関する実験・試験により利用に目処がつき実用化されるまでの間に開設される無線局である。
実験試験局（従前は実験局）から種別が変更になるものもあり、実験試験局から各種の無線通信業務の局への橋渡しともいえる種別である。
対象となる無線通信業務は、従前は放送用として民間事業者（日本放送協会または放送大学学園以外の事業者という意味）により実施するものが多かった。
これは、FM東海にみるように、実験試験局では営利行為は認められないが実用化試験局であれば認められCMを放送して収入とすることができ、事業として見込みがあるかの判断ができることによることであった。
携帯電話または無線アクセスの陸上移動局に相当する無線局の上空利用は実用化試験局として免許することとされて以降は、電気通信業務用が主である。

## 免許
無線局免許手続規則第2条第2項により、地上基幹放送試験局（特定地上基幹放送試験局を含む。）、実験試験局（特定実験試験局を含む。）、アマチユア局または衛星基幹放送試験局以外の業務の実用化試験を目的とする無線局については、実用化試験局として免許を申請するものとされる。
除外される無線局は、当該業務に試験的性格を含むからである。
引用の拗音の表記は原文ママ
簡易な免許手続の対象ではないので、予備免許を取得し落成検査に合格して、免許が付与される。
但し、一部を除き登録検査等事業者等による点検ができるので、この結果に基づき落成検査が一部省略される。
種別コードはDVT。有効期間は2年である。
電波利用料
電波利用料は、実用化しようとする無線通信業務の無線局のものが適用される。

### 無人航空機への携帯電話等の搭載
携帯電話の普及に伴い、これを無人航空機に搭載し、画像・データ伝送等に利用したいとのニーズが高まってきた。
しかし、携帯電話等の移動通信システムは、地上での利用を前提としていることから、上空での利用は通信品質が安定して確保されないことがあり、かつ、上空で利用する台数が増加すると地上での利用に影響を与えるおそれがあるなどの課題がある。
この為、携帯電話または無線アクセスの陸上移動業務を行う無線局については、陸上移動局の定義

「陸上を移動中又はその特定しない地点に停止中運用する無線局（船上通信局を除く。）」の（船上通信局を除く。）を（船上通信局を除き、陸上移動業務に係る実用化試験局を含む。）と読み替えるものとした。
また、ここでいう「陸上」とは、「河川、湖沼その他これらに準ずる水域を含む」

ものであるが、この「水域」を「区域」と読み替えるものともした。
これにより無人航空機に携帯電話端末または無線アクセス端末を搭載するには、実用化試験局の免許を要することとなった。
同時に、有人航空機や気球などの浮遊物についても適用されうるものとなる。
携帯電話または無線アクセスの陸上移動局は電気通信事業者以外には免許されないが、この要件は実用化試験局にも適用される。
更に免許申請の際には試験計画書の添付も要し、その範囲内で行うこととなる。
手続きから利用まで制度化当初は2ヶ月程度かかっていたが、#沿革にあるように一定の技術的条件に合致する場合は、1週間程度までに短縮された。

## 運用
無線局運用規則第2条の2に「実用化試験局には、その無線局が実用化試験をしようとする無線通信業務の当該無線局に関するこの規則の規定を適用する。」 とあり、原則として当該種別の無線局と同様に運用される。
また、無線設備規則第4条には「実用化試験局には、実用化試験をしようとする無線通信業務の無線局に関するこの規則の規定を適用する。ただし、実用化試験局のうちこの規則の規定を適用することが困難又は不合理であるため別に告示するものについては、この限りでない。 」とあり、運用にあたり試験的性格を含むための例外を規定している。

## 操作
電波法施行規則第33条に無線従事者を要しない「簡易な操作」として次にあげられているものを除き、#運用にもある通り実用化試験をしようとする無線通信業務の当該無線局を操作できる資格の無線従事者の管理（常駐するという意味ではない。）を要する。
- 第4号(1)　特定無線局以外の陸上に開設した無線局でかつ海岸局、航空局、船上通信局、無線航行局、海岸地球局又は航空地球局以外の無線設備の通信操作
  - 陸上に開設した実用化試験局にも適用される。
- 第8号　その他に別に告示するものに基づく告示[4]に定める次のもの
  - 第3項第1号(9)　人工衛星に開設する基幹放送を行う実用化試験局と通信を行う地球局の実用化試験局の音声混合器又は映像混合器の操作
  - 第3項第5号　プレストーク方式による無線電話の送受切替装置及びラジオマイクの技術操作

## 検査
- 落成検査は、上述の通り。
- 定期検査は、電波法施行規則第41条の2の6第21号により衛星基幹放送試験局に相当するものについて行われる。周期は別表第5号第30号により1年。一部を除き登録検査等事業者等による検査ができるので、この結果に基づき検査が省略される。
- 変更検査は、落成検査と同様である。

## 沿革
1950年（昭和25年）- 電波法施行規則

制定時に定義、免許の有効期間は1年
1958年（昭和33年）- 放送の実用化試験局以外は運用開始の届出および公示を要しない無線局に

1998年（平成10年）- 免許の有効期間が2年に

2009年（平成21年）- 放送を行う実用化試験局以外は無線業務日誌の備付けが不要に

2016年（平成28年）- 携帯電話端末または無線アクセス端末を上空で使用するには実用化試験局の免許を要することに

2020年（令和2年）- 無人航空機への携帯電話等の搭載について、高度150m未満で一定の技術的条件に合致する場合の手続きが簡素化
2023年（令和5年）- 無人航空機への携帯電話等の搭載について、高度150m以上で一定の技術的条件に合致する場合も手続きが簡素化
| 年度         | 総数 | 電気通信業務用 | 放送 | 出典                 | 出典                           |
| ------------ | ---- | -------------- | ---- | -------------------- | ------------------------------ |
| 平成11年度末 | 40   | -              | 16   | 地域・局種別無線局数 | 平成11年度第4四半期末          |
| 平成12年度末 | 39   | -              | -    | 地域・局種別無線局数 | 平成12年度第4四半期末          |
| 平成13年度末 | 25   | -              | -    | 用途別無線局数       | H13 用途・業務・免許人・局種別 |
| 平成14年度末 | 26   | -              | -    | 用途別無線局数       | H14 用途・局種別無線局数       |
| 平成15年度末 | 22   | -              | 2    | 用途別無線局数       | H15 用途・局種別無線局数       |
| 平成16年度末 | 20   | -              | 2    | 用途別無線局数       | H16 用途・局種別無線局数       |
| 平成17年度末 | 2    | -              | 2    | 用途別無線局数       | H17 用途・局種別無線局数       |
| 平成18年度末 | 2    | -              | 2    | 用途別無線局数       | H18 用途・局種別無線局数       |
| 平成19年度末 | 2    | -              | 2    | 用途別無線局数       | H19 用途・局種別無線局数       |
| 平成20年度末 | 2    | -              | 2    | 用途別無線局数       | H20 用途・局種別無線局数       |
| 平成21年度末 | 2    | -              | 2    | 用途別無線局数       | H21 用途・局種別無線局数       |
| 平成22年度末 | -    | -              | -    | 用途別無線局数       | H22 用途・局種別無線局数       |
| 平成23年度末 | -    | -              | -    | 用途別無線局数       | H23 用途・局種別無線局数       |
| 平成24年度末 | -    | -              | -    | 用途別無線局数       | H24 用途・局種別無線局数       |
| 平成25年度末 | -    | -              | -    | 用途別無線局数       | H25 用途・局種別無線局数       |
| 平成26年度末 | -    | -              | -    | 用途別無線局数       | H26 用途・局種別無線局数       |
| 平成27年度末 | -    | -              | -    | 用途別無線局数       | H27 用途・局種別無線局数       |
| 平成28年度末 | 64   | 64             | -    | 用途別無線局数       | H28 用途・局種別無線局数       |
| 平成29年度末 | 101  | 97             | -    | 用途別無線局数       | H29 用途・局種別無線局数       |
| 平成30年度末 | 101  | 97             | -    | 用途別無線局数       | H30 用途・局種別無線局数       |
| 令和元年度末 | 685  | 680            | -    | 用途別無線局数       | R01 用途・局種別無線局数       |
| 令和2年度末  | 701  | 696            | -    | 用途別無線局数       | R02 用途・局種別無線局数       |
| 令和3年度末  | 321  | 321            | -    | 用途別無線局数       | R03 用途・局種別無線局数       |
| 令和4年度末  | 325  | 325            | -    | 用途別無線局数       | R04 用途・局種別無線局数       |
| 令和5年度末  | 204  | 204            | -    | 用途別無線局数       | R05 用途・局種別無線局数       |